# Textilhandel
In den Bereich des Textilhandels fällt der Handel mit Textilien aller Art, insbesondere mit Garnen und Geweben, Teppichen und Posamenten sowie ab dem 19. Jahrhundert mit weiteren Endprodukten wie Bekleidung und Heimtextilien.
Der Fernhandel mit Textilien, namentlich Luxussgeweben wie der chinesischen Seide ist seit der Antike von großer wirtschafts- und kulturhistorischer Bedeutung. Ab dem Mittelalter betrifft dies auch den Handel mit Wollwalkstoffen (Tuchen).

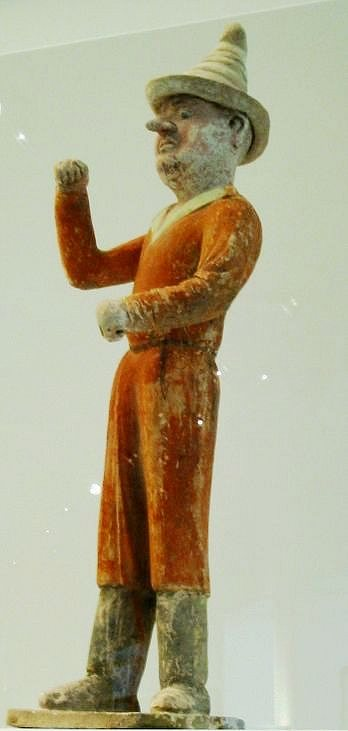
Ein europäischer Händler an der Seidenstraße in den Augen eines chinesischen Künstlers (Tang-Dynastie, 7. Jh.)

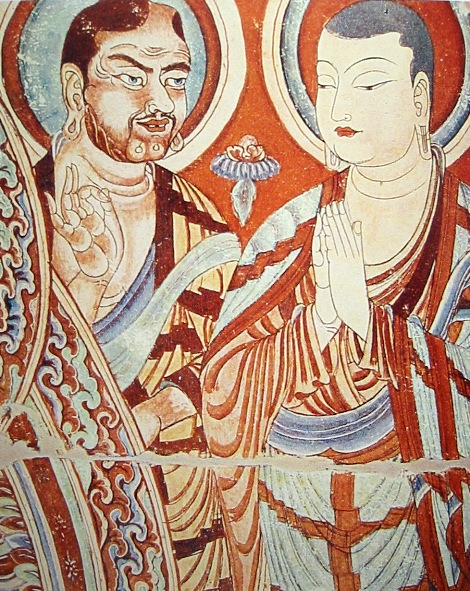
Ein westasiatischer und ein chinesischer Mönch, Bezeklik, 9. Jh.

## Die Seidenstraße
Seide  und Gewürze waren bis in die Neuzeit wichtige Handelswaren aus Südostasien. Die Herstellung großer Mengen an Seide für den Export, einhergehend mit der Ausbildung von Seidenmanufakturen, erfolgte in China mit dem Ende der „Zeit der Streitenden Reiche“ im 3. Jahrhundert v. Chr.
Älteste Funde chinesischer Seide in Europa wurden im aus dem 6. Jahrhundert v. Chr. stammenden keltischen Fürstengrab auf der Heuneburg (Kreis Sigmaringen) gemacht.
Zu dieser Zeit war Seide ein überaus seltener Stoff im Westen, sie gehörte wie Purpur und Glas zu den Luxusartikeln im Römischen Reich. Obwohl es den Byzantinern unter Kaiser Justinian I. in der ausgehenden Spätantike gelang, mit Hilfe eingeschmuggelter Seidenraupen eine eigene Seidenproduktion aufzubauen, blieb der Import chinesischer Seide über die Seidenstraße sehr bedeutsam. Die Sicherung der Handelsstraßen und die Organisation des transkontinentalen Handels war dabei äußerst schwierig. Die kostbare Ware lief über mehrere Zwischenhändler.

## Der Tuchhandel im Mittelalter

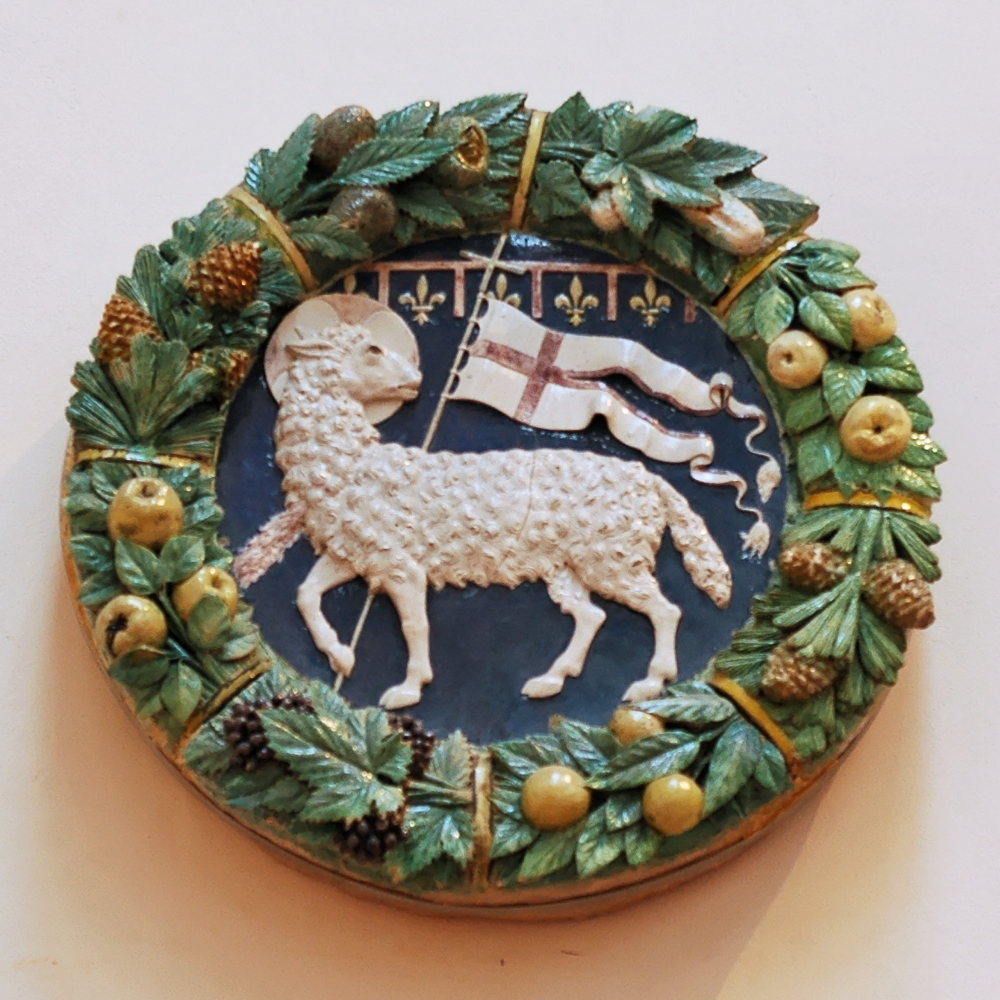
Wappenschild der Arte della Lana, Andrea Della Robbia, 1487, Museo dell’Opera del Duomo (Florenz)

Im Mittelalter wurde der Handel mit Wollstoffen zum Ursprung mehrerer großer Vermögen und begründete die Prosperität von Städten wie Gent und Florenz. Er spielte aber auch für die Aktivitäten der Hanse eine große Rolle.
Im Florenz des 15. Jahrhunderts entstanden Gilden und Zünfte, die als „Künste“ bezeichnet wurden und die in die „höheren Künste“, die „Arti maggiori“ (die „edlen“ Berufe) und in die „niederen Künste“, die „Arti minori“ (die einfacheren Handwerke wie Schmied, Schuhmacher, Steinmetz) unterteilt wurden.
Besonders bedeutend waren die Gilden der Händler „Arte dei Mercatanti o di Calimala“, der Geldwechsler und Bankiers „Arte del Cambio“  und die der Tuch- und Pelzhändler „Arte della Lana“: Der Ursprung des Reichtums der Medici war der Textilhandel. Auch die Fugger sind ein schwäbisches Kaufmannsgeschlecht, das seit der Einwanderung Hans Fuggers (? – 1408/09) aus Graben im Jahr 1367 in der Freien Reichsstadt Augsburg ansässig war, verdankten ihren Reichtum dem Textilhandel. Hans Fugger war zwar Mitglied der Weberzunft, saß aber nicht mehr am Webstuhl, sondern handelte vermutlich schon Ende des 14. Jahrhunderts als „Weber-Verleger“ mit Baumwolle aus Italien
Seit etwa 900 spielte der Brennerpass und der alpenquerende Verkehrsweg zwischen Verona und dem Nordtiroler Inntal eine zentrale Rolle für den Textilhandel zwischen Italien und Mitteleuropa. Dieser Weg verband die Ebene des Po mit dem großen Flusssystemen im Zentrum Europas. Dabei entwickelte sich Bozen mit seinen ab 1202 nachweisbaren Messen zu einem bedeutenden Umschlagplatz für Seide und Wolltuche.
Große wirtschaftliche Bedeutung hatte der Tuchhandel in England und den Niederlanden.  Im Mittelalter wuchs Gent durch seinen blühenden Tuchhandel zu einer der größten Städte Europas heran. Um 1356 erlangte die Company of the staple at Calais, ein Zusammenschluss von 26 englischen Tuchhändlern, ein Monopol der englischen Krone auf die Ausfuhr von Tuch nach Calais. 1359 sind in Brügge, dem damaligen Handelszentrum, Privilegien für englische Kaufleute nachweisbar. Wahrscheinlich aus diesen einzelnen Organisationen wurde um 1407 die Company of Merchant Adventurers of England gegründet. Diese Gesellschaft mit Sitz in London ist als Kaufmannsgilde aufzufassen. Auch sie wurde von der englischen Krone privilegiert und bekam das Monopol auf den Export unbehandelter Tuche in die Niederlande. Die niederländische Region um Brügge war damals eines der Zentren der Textilherstellung und Textilveredlung, dort errichtete die Company of Merchant Adventurers ihre erste Niederlassung. 1446 wurden ihr bessere Bedingungen von Philipp Herzog von Burgund angeboten und sie verlegte ihre niederländische Hauptniederlassung nach Antwerpen. Die Gesellschaft prosperierte und wurde sehr wichtig für die englische Krone, da die Steuern auf Tuchausfuhren einen wesentlichen Anteil der Staatseinnahmen ausmachten.  Im Laufe der Jahrhunderte schwächte sich die Wettbewerbsposition der toskanischen Händler im Vergleich zum zunftmäßig weniger gebundenen Großbritannien ab.
In Deutschland wurden die Tuchhändler Gewandschneider genannt, ihr Messe- oder Lagerhaus wird als Gewandhaus bezeichnet.

## Der britische Handel mit Indien
Nachdem die Engländer im 17. Jahrhundert in den Küstengebieten Nord-Indiens Fuß gefasst hatten, baute die mit weitreichenden Handelsvorrechten ausgestattete Britische Ostindien-Kompanie einen höchst profitablen Tuchhandel mit dem Mutterland auf. Vor allem in Bengalen produzierten zahlreiche Webereien für den britischen Markt. Schon in der zweiten Hälfte des 17. Jahrhunderts machte der Anteil der Textilien an den Importen der East India Company mehr als 50 Prozent aus (ihr zweites Standbein war der Handel mit Tee). Mitentscheidend war die Begeisterung der Europäer für Bekleidung aus Baumwolle. Die traditionellen britischen Wolltuche verloren an Bedeutung. Durch die Industrielle Revolution in Großbritannien und das technische Nachhinken des kolonialen Indien verbilligten sich allerdings die maschinell gefertigten britische Textilien gegenüber der Handwerksproduktion in Indien. Die Folgen waren Massenarbeitslosigkeit und die Verarmung der indischen Weberkasten, es kam zur paradoxen Situation, dass indische Baumwollfasern in England verarbeitet und dann erneut nach Indien importiert wurden.

## Strukturwandel ab dem 19. Jahrhundert

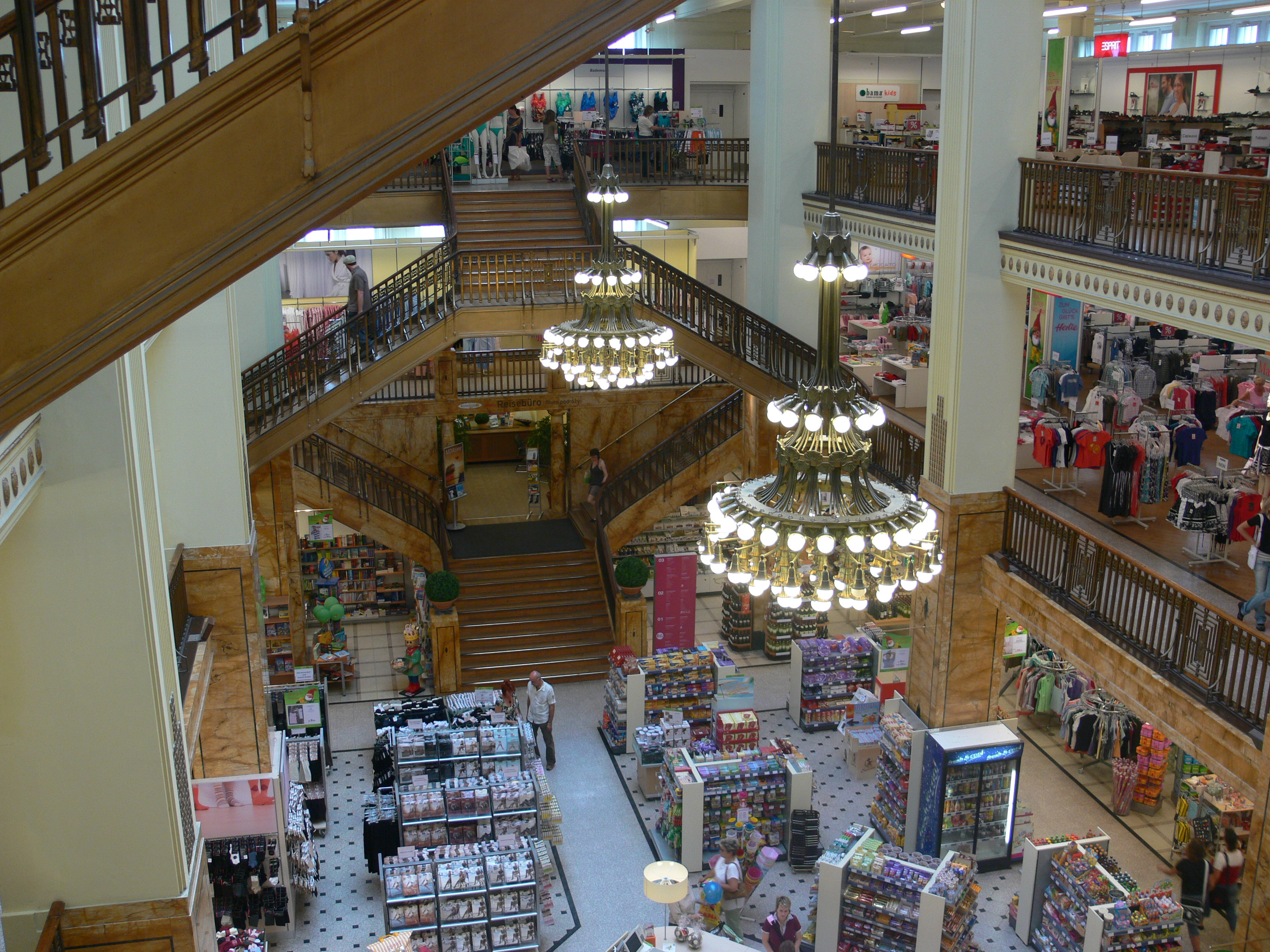
Warenhaus in Görlitz

Ab dem Beginn 19. Jahrhundert kam es zum Beginn eines  grundlegenden Strukturwandels im Textilhandel: waren zuvor im Wesentlichen Stoffe und nicht fertige Kleidungsstücke gehandelt worden (deren handwerkliche Produktion „nach Maß“ oblag den Schneidern), kam es nun zunehmend zum Handel mit fertig produzierter und allenfalls im Detail korrigierbarer Konfektionsware. Konfektion bezeichnet meist die serienmäßige Herstellung von Kleidungsstücken, aber auch die derart hergestellten Kleidungsstücke selbst. Der allmähliche Übergang zu neuen Produktions- und Vertriebsformen begann um 1800. Einzelne Unternehmer beschäftigten eine Vielzahl von Näherinnen, um Kleidung in Serien herstellen zu lassen, allerdings noch in gewohnter Weise von Hand genäht. Bei größerer Nachfrage wurden Aufträge an so genannte Zwischenmeister vergeben, die ihrerseits Näherinnen für sich arbeiten ließen, meist in Heimarbeit und äußerst schlecht bezahlt. Konfektionsbetriebe dieser Art entstanden zuerst in Frankreich und England, während die strenge Zunftbindung in deutschen Kleinstaaten die Entwicklung verzögerte. Ein erster nennenswerter Konfektionsbetrieb wurde 1770 in Paris gegründet, seit 1789 entstanden weitere Betriebe in Paris und anderen französischen Städten. 1799 etablierte sich in Hamburg das erste deutsche Konfektionshaus. 1836 nahm eine Firma für Serienherstellung von Mänteln in Berlin die Arbeit auf, die Stadt entwickelte sich rasch zu einem überregional bedeutenden Fabrikations- und Handelszentrum für Konfektionskleidung. Seit etwa 1850 wurde die Konfektion als industrielle Technik in größerem Maßstab angewandt. Dies bedingte aber auch neue Techniken des textilen Einzelhandel. Im Gleichschritt mit der zunehmenden Industrialisierung der Kleiderproduktion (Nähmaschine etc.) kam es zur Etablierung neuer Vertriebsformen des Textilhandels. Das Warenhaus (ab der Mitte des 19. Jahrhunderts) und der Textilfachmarkt (20. Jahrhundert) erlaubten und erlauben es, die heute zumeist in einem Billiglohnland produzierte Konfektionsware breit abzusetzen. Als Pioniere des Warenhauses traten häufig Kaufleute auf, die zuvor im traditionellen Textilhandel tätig gewesen waren. In Deutschland waren dies vielfach Unternehmer jüdischer Herkunft. Die politischen Vorbehalte der Kleingewerbetreibenden gegen die neuen Großvertriebsformen (Forderungen nach Sondersteuern etc.) trugen daher in der ersten Hälfte des 20. Jahrhunderts einen antisemitischen Anstrich.

## Marktbeschränkungen
Es kam historisch immer wieder zu Versuchen der Marktregulierung und sogar Monopolisierung des internationalen Handels mit Textilien zur Sicherung der jeweils heimischen Produktion und ihrer Profite. Bekannt ist etwa der letztlich vergebliche Versuch Chinas, die Seidenproduktion zu kontrollieren und damit den Handel mit Seide zu monopolisieren. Für die jüngere Vergangenheit ist hier das Welttextilabkommen zu nennen (englisch: Agreement on Textiles and Clothing (ATC)), ein vom 1. Januar 1995 bis 2004 gültiges internationales Abkommen für die Textil- und Bekleidungsindustrie. Es regelte den stufenweisen Übergang dieser zuvor durch Importquoten geschützten Wirtschaftsbranche zu einer der Welthandelsorganisation unterliegenden Branche. Zuvor stand das ab 1974 gültige Multifaserabkommen (englisch: Multifibre Arrangement (MFA)) in Geltung, vor diesem wieder das am 1. Oktober 1962 in Kraft getretene und 1967 und 1970 verlängerte Baumwolltextilabkommen (englisch: Agreement in International Trade in Cotton Textiles). Seit dem 1. Januar 2005 fällt die Textil- und Bekleidungsindustrie unter die normalen Regeln der Welthandelsorganisation. Aufgrund dieser schrittweisen Liberalisierung des einschlägigen internationalen Handels und aufgrund des hohen Anteils der Arbeitskosten an der Produktion von Textilien hat sich diese in den letzten Jahrzehnten in Billiglohnländern konzentriert.

## Wanderhandel

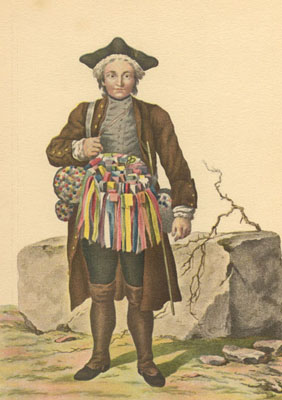
Bandlkramer, seine Bänder vor dem Bauch präsentierend

Bestimmte Textilprodukte wurden über wandernde Hausierer und Händler direkt vertrieben, z. B. Leinen von den Tüötten im sogenannten „Töddenhandel“ des 17. und 18. Jahrhunderts, Kurzwaren wie bunte Bänder von den Bandlkramern und Kiepenkerls. Fahrende Zwischenhändler waren die Fergger.